# Matt L. Jones
Matthew Lee „Matt“ Jones (* 1. November 1981 in Sacramento, Kalifornien) ist ein US-amerikanischer Schauspieler.

## Leben und Karriere
Matt L. Jones wuchs im kalifornischen Claremont auf und schloss im Jahr 2000 die Claremont High School erfolgreich ab. Nachdem er einige Jahre bei der Theatergruppe Boom Chicago in Amsterdam verbracht hatte, kehrte er in die USA zurück. 2002 trat er erstmals als Fernsehschauspieler in Erscheinung und hatte einen Auftritt in der Serie Gilmore Girls. Erst ab 2008 folgten weitere Rollen, vor allem in Fernsehproduktionen.
Von 2008 bis 2013 spielte Jones die Rolle von Badger in der AMC-Serie Breaking Bad.
Zwischen 2013 und 2019 verkörperte er in der US-Sitcom Mom den Baxter.

## Filmografie (Auswahl)
- 2002: Gilmore Girls (Fernsehserie, Folge 3x09)
- 2008–2013: Breaking Bad (Fernsehserie, 12 Folgen)
- 2009–2010: How I Met Your Mother (Fernsehserie, 2 Folgen)
- 2009–2010: Community (Fernsehserie, 3 Folgen)
- 2011: High Road
- 2011: Dreamworld
- 2011: Red State
- 2011–2015: Navy CIS (NCIS, Fernsehserie, 6 Folgen)
- 2012: CSI: NY (Fernsehserie, 2 Folgen)
- 2013: Hawaii Five-0
- 2013–2016, 2018–2019: Mom (Fernsehserie, 32 Folgen)
- 2014: Broad City (Fernsehserie, Folge 1x05)
- 2015: Mojave – Die Wüste kennt kein Erbarmen (Mojave)
- 2019: Brightburn: Son of Darkness (Brightburn)
- 2019: El Camino: Ein „Breaking Bad“-Film (El Camino: A Breaking Bad Movie)
- 2019–2024: Bob Hearts Abishola (Fernsehserie)
- 2019–2021: Disney Amphibia (Fernsehserie, 4 Folgen)
- seit 2022: Hamster & Gretel (Fernsehserie, Stimme)